# (15941) Stevegauthier
(15941) Stevegauthier est un astéroïde de la ceinture principale.

## Description
(15941) Stevegauthier est un astéroïde de la ceinture principale. Il fut découvert le 29 décembre 1997 à Kitt Peak par le projet Spacewatch. Il présente une orbite caractérisée par un demi-grand axe de 3,04 UA, une excentricité de 0,11 et une inclinaison de 14,4° par rapport à l'écliptique.

## Compléments